# كريستيان بيرغمان
كريستيان بيرغمان (بالإنجليزية: Christian Bergman)‏ هو لاعب كرة قاعدة أمريكي، ولد في 4 مايو 1988 في غلينديل في الولايات المتحدة.

## وصلات خارجية
- كريستيان بيرغمان على موقع دوري كرة القاعدة الرئيسي (الإنجليزية)
- كريستيان بيرغمان على موقعبيزبول رفرنس.كوم (الدوري الرئيسي) (الإنجليزية)
- كريستيان بيرغمان على موقعبيزبول رفرنس.كوم (الدوري الثانوي) (الإنجليزية)
- كريستيان بيرغمان على موقع إي إس بي إن.كوم (أم.أل.بي) (الإنجليزية)
- كريستيان بيرغمان على موقع مشجعي الرسوم البيانية (الإنجليزية)